# (16177) Pelzer
(16177) Pelzer (2000 AR127) – planetoida z pasa głównego asteroid okrążająca Słońce w ciągu 3,65 lat w średniej odległości 2,37 j.a. Odkryta 5 stycznia 2000 roku.